# Neu-Herrnhut (Saint Thomas)
Neu-Herrnhut war im 18. Jahrhundert eine Missionsstation der Herrnhuter Brüdergemeine auf der Karibikinsel Saint Thomas. Sie trug den programmatischen Titel Sorgenfrei und befand sich an der Nordküste der Insel.

## Lage
Die Hendrik Bay ist eine markante Stelle der Küstenlinie und Topographie der Insel. Sie trug in der Herrnhuter-Zeit den religiös geprägten Namen Marienbucht. Kaum 200 Meter vom Strand wurde der Platz für das Missionsgebäude der Kolonie Sorgenfrei gewählt. Noch heute ist der etwa quadratische Platz von etwa 50 Meter Kantenlänge im Gelände gut erkennbar, während die aus Holz errichteten Gebäude längst verschwunden sind.   

## Geschichte
Die Missionsstation auf der damals zu Dänemark gehörenden Insel stellte das erste Missionsunternehmen der pietistischen Herrnhuter dar. Auslöser der Mission in Saint Thomas war wahrscheinlich der Aufenthalt des Gründers der Brüdergemeine, Nikolaus Ludwig Graf von Zinzendorf, am Hof des dänischen Königs Christian VI. Zinzendorf schloss dort Bekanntschaft mit Anton, einem „Kammermohr“ am Hofe. Dieser war ein schwarzer Sklave aus Westindien. Von Anton erfuhr Zinzendorf von den menschenunwürdigen Zuständen in der dänischen Überseekolonie. Vor allem aber berichtete Anton, dass die Sklaven gerne Gottes Wort kennenlernen wollten, aber bisher keine Möglichkeit dazu hatten.
Trotz anfänglicher Schwierigkeiten mit der Dänischen Westindien-Kompanie zeigte sich der dänische Hof nicht abgeneigt gegenüber der geplanten Mission und ermöglichte den Missionaren die Überfahrt. Die ersten beiden Missionare der Brüdergemeine machten sich im August 1732 auf den Weg nach Amerika. Ihre Namen waren David Nitschmann (1695–1772) und Johann Leonhard Dober (1706–1766), der nach seiner Rückkehr von 1735 bis 1741 zeitweise Zinzendorfs Stellvertreter im Ältestenamt war.
Im Dezember 1732 kamen sie auf Saint Thomas an. Damit war der Grundstein der Mission gelegt, die sich vornehmlich um die Sklaven auf den Zuckerplantagen bemühte. Die Mission predigte den Sklaven das Christentum und forderte sie zum Glaubensübertritt auf, stellte aber die Sklaverei grundsätzlich nicht in Frage. Sie verlief relativ erfolgreich, auch wenn die dänischen Plantagenbetreiber die Mission der Herrnhuter mit großem Misstrauen betrachteten. Zinzendorf selbst besuchte die Mission im Januar 1739 und forderte dabei auch die Sklaven auf, ihren Status zu akzeptieren. Erst 2013 bat die Brüdergemeine um Vergebung für die von ihr unterstützten Verbrechen.
Neben Neu-Herrnhut auf Saint Thomas gründete die Herrnhuter Brüdergemeine Kirchen auf Saint Croix, Saint John, Jamaika, Antigua, Barbados und Saint Kitts. Nach gut fünfzig Jahren Missionstätigkeit stellten die Herrnhuter ihre Tätigkeit auf Saint Thomas ein.
Östlich der Inselhauptstadt Charlotte Amalie ist die Kirche von Neu-Herrnhut erhalten.